# Нуталова водена куга
Нуталова водена куга (лат. Elodea nuttallii) је врста водене дводоме биљке из породице Hydrocharitaceae. Раније је била позната као Hydrilla verticillata што је погрешан назив за ову врсту. У Србији има статус јако инвазивне врсте.

## Опис
Ова биљна врста има чланковит корен који се налази испод воде, а на стаблу има плутајуће цветове. Стабљика је дуга и витка, често разграната. Бледозелене је боје, са мање-више правилним размацима између средњег и горњег лишћа, које је распоређено у 3, ретко 4 венчића. Листови су линеарни, често са преклопљеним ивицама. Дуги су 6 до 13 милиметара, широки 0,7 до 1,3 милиметара, а при врху су зашиљени. Доње лишће је нешто ситније и овално. Стабло је на попречном пресеку округласто, и може бити дугачко од 30 cm, па све до једног метра. Корен је бео и неразгранат, обично без чворова. Цвет је мали, не већи од 8 милиметара. Воштано бели цветови се појављују на крајевима дугих, кончастих стабљика. Има 3 латична и 3 чашична листића. Мушки и женски цветови се појављују на засебним биљкама. Мушке цветне ложе настају на средњој осовини, непокретне су и округле, дугачке 2 милиметра. Састоје се из два дела, али су уплетени, па изгледају као да су зашиљени. Мушки цветови су усамљени и непокретни, слободно се раскидају и плутају на површини, где се отварају. На тај начин полен доспева у воду. Чашићни листићи су округли, дугачки око 2 милиметара, често црвенкасти. Латице недостају или су јако ситне (дуге око 0,5 милиметара). Прашника је 9, са кратким слабо причвршћеним филаментима. Антере су дугачке 1 до 1,4 милиметра, а полен је у тетрадама. Женске цветне ложе настају на горњим осовинама, уско су цилиндричне, са малим прочирењима при дну и врху. Чашица је зелена, сићушна и округла, пуна 1 mm. Латице су беле, округле, дуже од чашичних листића. Жиг је узак и вири изнад чашице. Плод је уско овалан, 5-7 mm дугачак, са неколико семена. Сазрева под водом. Семе је дугуљасто са длачицама при дну.

## Порекло врсте
Врста води порекло из умерене области Северне Америке.
У Европу је интродукована почетком ХХ века. У природне водотокове је доспела из аквакултуре, јер је коришћена као декоративна акваријумска врста која воду добро обогаћује кисеоником. Како се још увек користи и продаје у те сврхе, постоји висок ризик од нових интродукција.
Дисперзиони фактори ширења ареала врсте су: водене струје, птице водених станишта (најчешће гуске и лабудови), човек (премештање чамаца и рибарске опреме између водних тела). У средини богатој нутријентима E. nuttallii је бољи компетитор од  E. canadensis и шири се на станишта која је заузела E. canadensis. Узроци за бољу компетитивност E. nuttallii  установљени су поређењем њихових животних циклуса: E. nuttallii има вишу стопу раста, брже обнавља популацију у пролеће, мање је осетљива на смањење интензитета светлости и њени фрагменти имају боље обнављајуће и колонизацијске способности. С обзиром на то да E. nuttallii  преферира еутрофне воде, њен раст је стимулисан у условима органског загађења, које је све присутније у водних телима. Када формира популацију, образује густе монодоминантне састојине, искључујући тиме све аутохтоне врсте као слабије компетиторе.
Ова врста у Европи нема природних непријатеља, предатора, паразита или патогена који би могли да успоре њено ширење. Може изазвати озбиљне проблеме блокирајући цеви дренажних система, изазивајући тако поплаве и материјалну штету. Уопште, проблеми и штете које ова врста изазива су веома слични као у случају врсте E. canadensis.
Интересантно је да у свом природном ареалу E. nuttallii није коровска нити инвазивна врста, а у државама Тенеси и Кентаки чак спада међу угрожене врсте.

## Распрострањење у Србији и станиште
Широко је распрострањена у Војводини, док се спорадично јавља у осталом делу Србије.
Мирне воде различитог карактера, углавном богате нутријентима (мезотрофне и еутрофне), као што су обални делови језера, акумулација и бара, у мочварама и каналима, дуж споротекућих река и потока. Преферира муљевиту подлогу и тврде воде богате калцијумом са pH 6,5-10, мада толерише салинитет до 14‰, па се може јавити и у бракичним водама.

## Мере контроле и сузбијања
Као код врсте E. canadensis.